# Dieida
Dieida is een geslacht van vlinders uit de familie van de Houtboorders (Cossidae). De wetenschappelijke naam en de beschrijving van dit geslacht zijn voor het eerst gepubliceerd in 1911 door Embrik Strand.
De soorten van dit geslacht komen voor in het Midden-Oosten en verder oostwaarts tot in Afghanistan. Alle soorten zijn zeer zeldzaam, zijn dagactief en hebben doorzichtige vleugels.

## Soorten
- Dieida afghana Yakovlev & Pljustch, 2014
- Dieida ahngeri (Grum-Grshimailo, 1902)
- Dieida judith Yakovlev, 2009
- Dieida ledereri (Staudinger, 1871)
- Dieida persa Strand, 1911
- Dieida versicolor Japaridze & Hulsbosch, 2023[1]